# Bagneux (Meurthe e Mosella)
Bagneux è un comune francese di 155 abitanti situato nel dipartimento della Meurthe e Mosella nella regione del Grand Est.

## Società

### Evoluzione demografica
Abitanti censiti